# Divi-dead
Divi-dead est un jeu vidéo eroge (érotique) de type visual novel développé par l'entreprise japonaise C’s Ware. Il est édité en 1998 au Japon et aux États-Unis et est connu pour avoir été l’un des premiers jeux du genre diffusé en dehors du Japon.

## Histoire
Le joueur incarne un garçon qui a été malade pendant des années, étant obligé de rester alité dans un grand manoir à longueur de journée. À présent, en bonne santé quoique fragile et faible, et l'oncle (que vous ne voyez presque jamais car il est très occupé) vous envoie dans une école privée dont il est le doyen. 
Il vous donne deux objectifs : reprendre des cours dont vous avez cruellement besoin après votre maladie prolongée, et enquêter secrètement sur tout ce qui pourrait se passer d'anormal sur le campus... Très vite, des questions vous assailliront : Pourquoi l'encens du club de thé semble-t-il créer une accoutumance ? Pourquoi y a-t-il une telle tension parmi les élèves ? Est-ce une coïncidence que votre meilleure amie d'enfance soit dans cette école ? Votre oncle n'était-il vraiment au courant de rien ? Et quelle est cette fille qui semble vous connaître, et qui apparaît dans vos rêves pour se livrer aux actes les plus osés ? Mais était-ce bien des rêves ?